# Uroxys cuprescens
Uroxys cuprescens är en skalbaggsart som beskrevs av John Obadiah Westwood 1842. Uroxys cuprescens ingår i släktet Uroxys och familjen bladhorningar. Inga underarter finns listade i Catalogue of Life.